# Greatest Hits (album de Lenny Kravitz)
Pour les articles homonymes, voir Greatest Hits.
Albums de Lenny Kravitz
5
(1997) Lenny
(2001)
Singles
1. Again
Sortie : 14 septembre 2000

Greatest Hits est un album de compilation du musicien de rock américain, Lenny Kravitz sorti le 24 octobre 2000 sur le label Virgin Records.

## Historique
L'album regroupe des titres des cinq premiers albums studios de Lenny Kravitz plus un titre inédit, Again, et American Woman, une reprise du groupe canadien The Guess Who qui figure sur la bande son du film Austin Powers 2 : L'Espion qui m'a tirée.
Again est extraite en single pour promouvoir l'album et se classe à la 4e place du Billboard Hot 100, ce qui est le meilleur classement de single de Lenny Kravitz depuis It Ain't Over 'til It's Over en 1991.
L'album se classe à la 2e place du Billboard 200 aux États-Unis où il est certifié triple disque de platine pour plus de trois millions d'exemplaires vendus.
En 2005, l'album est réédité dans une version Tour Edition avec deux titres supplémentaires, Dig In et Where Are You Running et un DVD incluant six clips vidéo.

## Liste des titres

### Album original sorti en 2000
| No  | Titre                        | Auteur                                                  | De l'album                                                         | Durée |
| --- | ---------------------------- | ------------------------------------------------------- | ------------------------------------------------------------------ | ----- |
| 1.  | Are You Gonna Go My Way      | Lenny Kravitz, Graig Ross                               | Are You Gonna Go My Way, 1993                                      | 3:30  |
| 2.  | Fly Away                     | Kravitz                                                 | 5, 1997                                                            | 3:41  |
| 3.  | Rock and Roll Is Dead        | Kravitz                                                 | Circus, 1995                                                       | 3:22  |
| 4.  | Again                        | Kravitz                                                 | titre inédit                                                       | 3:49  |
| 5.  | It Ain't Over 'til It's Over | Kravitz                                                 | Mama Said, 1991                                                    | 3:55  |
| 6.  | Can't Get You Off My Mind    | Kravitz                                                 | Circus, 1995                                                       | 4:33  |
| 7.  | Mr. Cab Driver               | Kravitz                                                 | Let Love Rule, 1989                                                | 3:49  |
| 8.  | American Woman               | Burton Cummings, Randy Bachman, Jim Kale, Gary Peterson | B.O: Austin Powers 2 : L'Espion qui m'a tirée / 5 (réédition 1999) | 4:21  |
| 9.  | Stand By My Woman            | Kravitz, Henri Hirsch, S. Pasch, A. Krizan              | Mama Said, 1991                                                    | 4:16  |
| 10. | Always On the Run            | Kravitz, Slash                                          | Mama Said, 1991                                                    | 3:57  |
| 11. | Heaven Help                  | Gerry DeVaux, Terry Britten                             | Are You Gonna Go My Way, 1993                                      | 3:10  |
| 12. | I Belong to You              | Kravitz                                                 | 5, 1997                                                            | 4:17  |
| 13. | Believe                      | Kravitz, Hirsch                                         | Are You Gonna Go My Way, 1993                                      | 4:50  |
| 14. | Let Love Rule                | Kravitz                                                 | Let Love Rule, 1989                                                | 5:42  |
| 15. | Black Velveteen              | Kravitz                                                 | 5, 1997                                                            | 4:48  |

### Réédition 2005 Tour Limited Edition
| 1.  | Are You Gonna Go My Way          | - Kravitz - Ross                                     | Are You Gonna Go My Way                                         | 3:30 |
| 2.  | Fly Away                         | Kravitz                                              | 5                                                               | 3:41 |
| 3.  | Rock and Roll Is Dead            | Kravitz                                              | Circus                                                          | 3:22 |
| 4.  | Again                            | Kravitz                                              | titre inédit                                                    | 3:45 |
| 5.  | Dig In                           | Kravitz                                              | Lenny                                                           | 3:43 |
| 6.  | It Ain't Over 'Til It's Over     | Kravitz                                              | Mama Said                                                       | 3:55 |
| 7.  | Can't Get You Off My Mind        | Kravitz                                              | Circus                                                          | 4:33 |
| 8.  | Mr. Cab Driver                   | Kravitz                                              | Let Love Rule                                                   | 3:49 |
| 9.  | American Woman                   | - B. Cummings - M.J. Kale - G. Peterson - R. Bachman | B.O: Austin Powers: l'Espion qui m'a tirée / 5 (Réédition 1999) | 4:21 |
| 10. | Where Are We Runnin'?            | Kravitz                                              | Baptism                                                         | 2:40 |
| 11. | Stand By My Woman                | - Kravitz - Hirsch - S. Pasch - A. Krizan            | Mama Said                                                       | 4:16 |
| 12. | Always on the Run                | - Kravitz - Slash                                    | Mama Said                                                       | 3:57 |
| 13. | Heaven Help                      | - DeVeaux - Britten                                  | Are You Gonna Go My Way                                         | 3:10 |
| 14. | Is There Any Love in Your Heart? | - Kravitz - Ross                                     | Are You Gonna Go My Way                                         | 3:40 |
| 15. | I Belong to You                  | Kravitz                                              | 5                                                               | 4:17 |
| 16. | Believe                          | - Kravitz - Hirsch                                   | Are You Gonna Go My Way                                         | 4:50 |
| 17. | Let Love Rule                    | Kravitz                                              | Let Love Rule                                                   | 5:42 |
| 18. | Black Velveteen                  | Kravitz                                              | 5                                                               | 4:48 |

DVD
| #  | Titre                     | Réalisateur                    | Durée |
| -- | ------------------------- | ------------------------------ | ----- |
| 1. | "Always on the Run"       | Jesse Dylan                    | 3:30  |
| 2. | "Are You Gonna Go My Way" | Mark Romanek                   | 3:41  |
| 3. | "Fly Away"                | Paul Hunter                    | 3:22  |
| 4. | "American Woman"          | 3:45                           |       |
| 5. | "Dig In"                  | Samuel Bayer                   | 3:55  |
| 6. | "Where Are We Runnin'?"   | Philip Andelman, Lenny Kravitz | 4:33  |

## Charts et certifications

### Album
| Pays             | Durée du classement | Meilleur classement |
| ---------------- | ------------------- | ------------------- |
| Allemagne        | 58 semaines         | 2e                  |
| Australie        | 45 semaines         | 14e                 |
| Autriche         | 53 semaines         | 1er                 |
| Belgique (W)     | 36 semaines         | 11e                 |
| Belgique (V)     | 30 semaines         | 8e                  |
| Canada           | 21 semaines         | 2e                  |
| Danemark         | 5 semaines          | 14e                 |
| Espagne          | 42 semaines         | 38e                 |
| États-Unis       | 95 semaines         | 2e                  |
| Finlande         | 26 semaines         | 1er                 |
| France           | 57 semaines         | 1er                 |
| Italie           | 66 semaines         | 1er                 |
| Norvège          | 36 semaines         | 6e                  |
| Nouvelle-Zélande | 25 semaines         | 2e                  |
| Pays-Bas         | 60 semaines         | 4e                  |
| Portugal         | 2 semaines          | 34e                 |
| Royaume-Uni      | 24 semaines         | 12e                 |
| Suède            | 34 semaines         | 5e                  |
| Suisse           | 62 semaines         | 2e                  |

| Pays             | Certification | Ventes      | Date          |
| ---------------- | ------------- | ----------- | ------------- |
| Allemagne        | 2 × Platine   | 600 000 +   | 2011          |
| Australie        | 2 × Platine   | 140 000 +   | 2001          |
| Autriche         | Platine       | 30 000 +    | 02/04/2001    |
| Belgique         | 3 × Platine   | 90 000 +    | 11/04/2008    |
| Canada           | 4 × Platine   | 400 000 +   | 08/11/2001    |
| Danemark         | Or            | 20 000 +    | avril 2001    |
| États-Unis       | 3 × Platine   | 3 000 000 + | 18/04/2001    |
| France           | Platine       | 300 000 +   | 26/06/2001    |
| Italie           | Platine       | 60 000 +    | 2019          |
| Nouvelle-Zélande | 3 × Platine   | 45 000 +    | 29 avril 2001 |
| Pays-Bas         | Platine       | 80 000 +    | 2001          |
| Pologne          | Platine       | 40 000 +    | 2002          |
| Royaume-Uni      | Platine       | 300 000 +   | 01/11/2002    |
| Suisse           | Platine       | 30 000 +    | 2000          |

### Single
Again
| Année     | Chart                   | Durée du classement | Position |
| --------- | ----------------------- | ------------------- | -------- |
| 2000-2001 | Hot 100                 | 32 semaines         | 4e       |
| 2000-2001 | Alternative Songs       | 26 semaines         | 23e      |
| 2000-2001 | Single Top 100          | 16 semaines         | 19e      |
| 2000-2001 | ARIA Charts             | 20 semaines         | 30e      |
| 2000-2001 | Ö3 Austria Top 40       | 15 semaines         | 6e       |
| 2000-2001 | (V) Ultratop            | 10 semaines         | 39e      |
| 2000-2001 | Promusicae              | 3 semaines          | 10e      |
| 2000-2001 | Suomen virallinen lista | 1 semaine           | 16e      |
| 2000-2001 | Top 100                 | 11 semaines         | 57e      |
| 2000-2001 | FIMI                    | 12 semaines         | 1er      |
| 2000-2001 | RMNZ Singles Top40      | 25 semaines         | 5e       |
| 2000-2001 | Mega Top 50             | 15 semaines         | 25e      |
| 2000-2001 | Sverigetopplistan       | 14 semaines         | 39e      |
| 2000-2001 | Schweizer Hitparade     | 22 semaines         | 9e       |